# Chérie 25
Chérie 25 es un canal de televisión temático nacional francés gratuito perteneciente al grupo audiovisual NRJ Group. El canal comenzó sus emisiones el 12 de diciembre de 2012 a las 12:55 en el canal 25 de la TNT.

## Historia

### Lanzamiento
Chérie HD fue un proyecto de canal de televisión propuesto durante el año 2011 por Jean-Paul Baudecroux, presidente del Grupo NRJ.
En 2012, con motivo del anuncio por parte del Consejo Superior Audiovisual de la convocatoria de 6 nuevos canales para emitir en alta definición en la 
TNT, el Grupo NRJ propone tres proyectos llamados Chérie HD, My NRJ y Nosta la télé. Finalmente, el 27 de marzo de 2012, se anuncia que Chérie HD es uno de los 6 proyectos seleccionados por el CSA y que comenzará a emitirse desde el 12 de diciembre de 2012 en TNT.
Chérie HD ocupará el canal 25 en los televisores y adaptadores HD. Dos meses antes del lanzamiento, se decidió cambiar su nombre en función de su canal de difusión convirtiéndose de esta forma en Chérie 25.

### 2015
A principios de 2015, Chérie 25 pasa por dificultades en términos de audiencia y debe enfocarse a otros objetivos, porque que todos los nuevos canales en alta definición (RMC Découverte, HD1, 6ter y Numéro 23) superan los datos de Chérie 25 excepto L'Equipe 21.
En abril de 2015, después de varios cambios de programación, la audiencia finalmente comenzó a despegar con una cifra de 0,7% y 0,8% en agosto, la cual es hasta la fecha su mejor audiencia.

### 2016
Tras el cambio de la parrilla de programación y el cambio de apariencia de la cadena, Chérie 25 finalmente despega en términos de audiencia a principios del año 2016.

## Programación
Chérie 25 tiene una programación orientada principalmente a un público femenino teniendo a Téva como principal competidor en las plataformas de cable y de satélite. Las producciones propias de la cadena ocupan entre un 60 % y un 70 %. La programación consiste en magacines, documentales, entretenimiento, ficción y cine.

### Series
- Cougar Town
- Franklin & Bash
- Hot in Cleveland (à venir)
- La Vie secrète d'une ado ordinaire
- Les oiseaux se cachent pour mourir[3]
- Les Tudors
- Melrose Place
- New York 911
- New York, police judiciaire
- Pour l'amour du risque
- Royal Pains
- The Middle
- Ugly Betty
- X-Files : Aux frontières du réel

## Audiencias

### Audiencias globales
|      | Enero | Febrero | Marzo | Abril | Mayo  | Junio | Julio | Agosto | Septiembre | Octubre | Noviembre | Diciembre | Media Anual |
| ---- | ----- | ------- | ----- | ----- | ----- | ----- | ----- | ------ | ---------- | ------- | --------- | --------- | ----------- |
| 2012 | –     | –       | –     | –     | –     | –     | –     | –      | –          | –       | –         | 0,2 %     | 0,2 %       |
| 2013 | 0,2 % | 0,2 %   | 0,2 % | 0,2 % | 0,2 % | 0,2 % | 0,2 % | 0,2 %  | 0,3 %      | 0,2 %   | 0,2 %     | 0,2 %     | 0,2 %       |
| 2014 | 0,2 % | 0,3 %   | 0,3 % | 0,4 % | 0,4 % | 0,4 % | 0,3 % | 0,3 %  | 0,3 %      | 0,3 %   | 0,3 %     | 0,3 %     | 0,3 %       |
| 2015 | 0,4 % | 0,4 %   | 0,5 % | 0,7 % | 0,7 % | 0,6 % | 0,7 % | 0,8 %  | 0,8 %      | 0,8 %   | 0,8 %     | 0,8 %     | 0,7 %       |
| 2016 | 0,8 % | 0,8 %   | 0,9 % | 1 %   | 1,1 % | 1,1 % | 1,1 % | 1,2 %  | 1,1 %      | 1,2 %   | 1,2 %     | 1,3 %     | 1,1 %       |
| 2017 | 1,1 % | 1,1 %   | 1,1 % | 1,1 % | 1,1 % | 1,2 % | 1,1 % | 1,2 %  | 1,1 %      | 1,1 %   | 1,1 %     | 1,1 %     | 1,1 %       |

Fuente : Médiamétrie
Leyenda :
Fondo verde : Mejor resultado histórico.
Fondo rojo : Peor resultado histórico.

## Organización

### Presentadores
actuales :
- Véronique Mounier : Sans Tabou
- Christine Bravo : Sous les jupons de l'Histoire
- Farida : On remet le couvert !
- Evelyne Thomas : C'est mon choix

antiguos :
- Boris Ehrgott : Soupçons
- Marie Fugain : 10 ans de moins
- Sophie Brafman : 99 % plaisir11
- Sophie Bramly : Tout le plaisir est pour moi
- Julienne Bertaux : Ma vie de femme intime
- Karine Duchochois : Ma vie de femme intime
- Chékéba Hachemi : Ma vie de femme d’ailleurs
- Isabelle Motrot : Si vous voulez mon avis

### Dirigentes
Presidente :
- Gérald-Brice Viret : desde 2012

Director de programación :
- Christine Lentz : desde 2012